# Бек-Бей (Бостон)
Бек-Бей (англ. Back Bay) — офіційно визнаний район Бостона, штат Массачусетс,  побудований на намивних територіях у басейні річки Чарльз. Будівництво почалося в 1859 році, оскільки попит на розкішне житло перевищував наявну у місті на той час пропозицію такого житла. Близько 1900 року район був повністю побудований.  Район найбільш відомий своїми вікторіанськими будинками з коричневого каменю, які вважаються одним із найкраще збережених зразків міського дизайну 19-го століття в США, а також численними значимими, з точку зору архітектури, окремими будівлями та культурними установами, такими як Бостонська публічна бібліотека та Бостонський архітектурний коледж. Бек-Бей спочатку задумувався лише як житловий район, і тому зведення комерційних будівель було дозволено приблизно з 1890 року, і відтак район тепер має багато офісних будівель, зокрема вежу Джона Генкока — найвищий хмарочос Бостона.  Він також вважається престижним місцем для шопінгу (особливо вулиці Ньюбері та Бойлстон, а також прилеглі торговельні центри Prudential Tower і Copley Place). В районі також розташовані кілька великих готелів.

## Історія
До перетворення шляхом насипання на земельну ділянку, придатну для забудови, Бек-Бей була затокою, розташованою на захід від півострова Шомут (на протилежному березі від Бостонської бухти) між Бостоном і Кембриджем, із річкою Чарльз, що впадає із заходу. Ця затока була припливно-відпливною: рівень води підіймався й опускався на кілька футів протягом кожного дня, а під час відпливу більша частина дна затоки оголювалася і поставала болотистою рівниною. Ще 5200 років тому корінні американці побудували тут загати для розведення риби, докази чого були виявлені під час будівництва метро в 1913 році.
У 1814 році компанія Boston and Roxbury Mill Corporation була найнята для будівництва млинової греблі, яка також мала стати платною дорогою, що з'єднувала б Бостон з Вотертауном, минаючи Бостон-Нек — перешийок, що поєднував Бостон із тодішнім містом, а тепер — районом Бостону, Роксбері. Гребля перешкоджала природним припливам змивати стічні води в море, створюючи серйозні санітарні проблеми та проблеми з запахом. Оскільки витрати були вищими, а потужність нижчою, ніж очікувалося, зрештою проект виявився економічно провальним, і в 1857 році було розпочато масштабний проект із «створення землі» шляхом засипання ґрунтом території, огородженої греблею.
Фірма Ґосса і Мансона розширила залізничні лінії до кар'єрів у Нідемі, штат Массачусетс, на відстань 14 кілометрів; кожні 45 хвилин, удень і вночі, прибував потяг із 35 вагонами, що перевозили гравій та інші насипи. Коли гравійні кар'єри в Нідемі були вичерпані, додатковий насип було знайдено в Кантоні, Дедгемі, Гайд-Парку та Вествуді.
Засипання затоки ґрунтом завершилось в 1882 році; засипана територія поєдналась із існуючою землею на нинішній площі Кенмор-сквер у 1890 році, та досягла території парку Бек-Бей-Фєнс у 1900 р. Велика частина старої млинової греблі залишилася похованою під сучасною вулицею Бікон-стріт. Цей проект був найбільшим із низки проектів намивних територій, які, починаючи з 1820 року, більш ніж подвоїли розмір півострова Шомут.
Завершення будівництва дамби Чарльз-Рівер-Дем у 1910 році перетворило колишнє гирло ріки Чарльз на прісноводний басейн; Парк Чарльз-Рівер-Еспланейд був побудований, щоб жителі могли насолоджуватися видом на нову лагуну. Відтоді парк зазнав певних змін, зокрема будівництво паркової дороги Стороу Драйв.

## Дороги

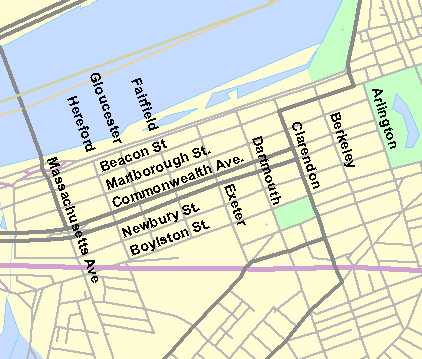
Головні вулиці Бек-Бей.

Зі сходу на захід район Бек-Бей перетинають п'ять вулиць: Бікон-стріт, Мальборо-стріт, Проспект Співдружності, Ньюбері-стріт і Бойлстон-стріт. Ці вулиці через рівні проміжки відстані перетинаються вулицями з півночі на південь: Арлінгтон (уздовж західної межі Бостонського громадського саду), Берклі, Кларендон, Дартмут, Ексетер, Ферфілд, Глостер і Герефорд. Усі вулиці із заходу на схід, крім Проспекту Співдружності, є вулицями з одностороннім рухом.
У 1960-х роках проектний план High Spine у поєднанні з планами розвитку поступився місцем будівництву висотних будинків уздовж Массачусетської магістралі, що, у свою чергу, дозволило розробити великі проекти в цьому районі.

## Архітектура

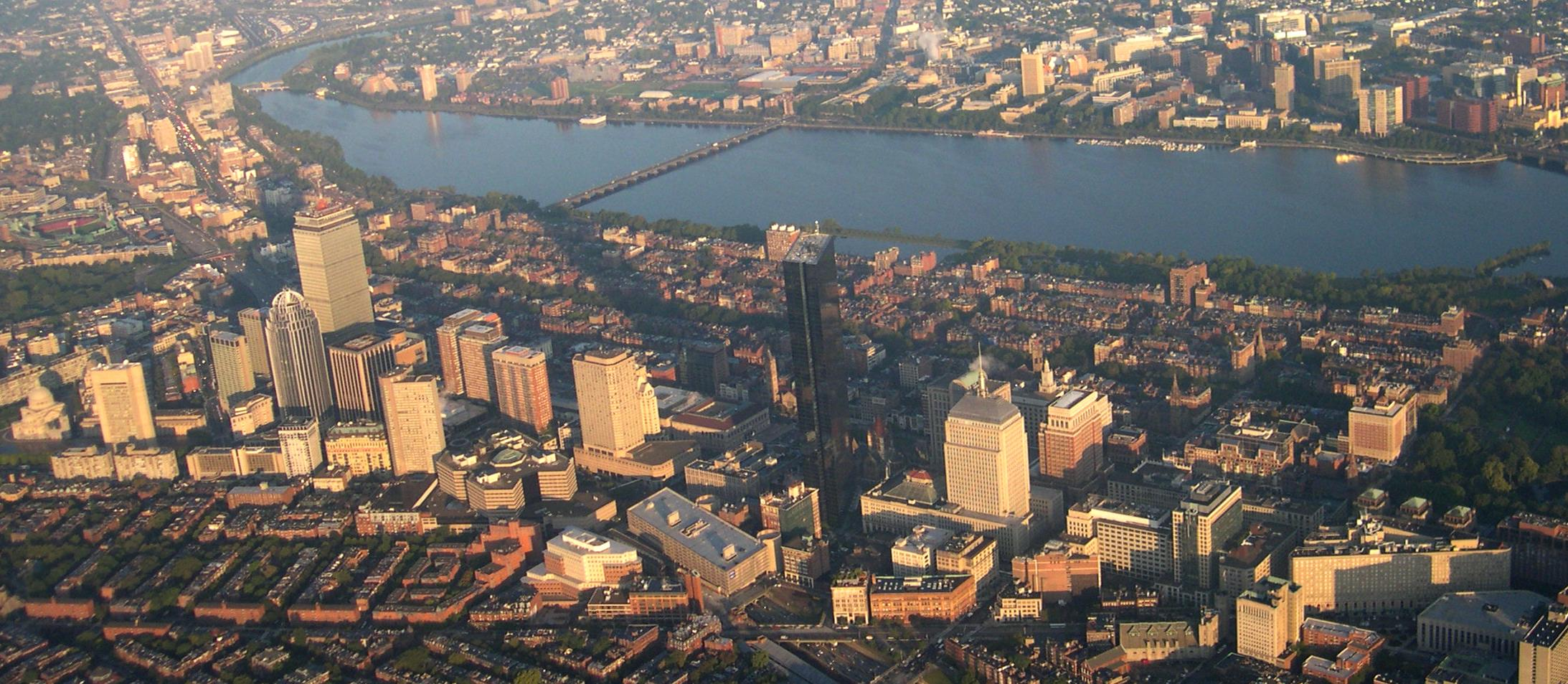
Хмарочоси Бек-Бей, зокрема Prudential Center і Вежа Джона Генкока.

### Будівлі навколо площі Коплі-сквер

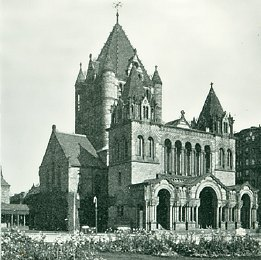
Церква Трійці, приблизно 1903 рік

На площі Коплі-сквер знаходяться Церква Трійці, Бостонська публічна бібліотека, вежа Джона Генкока та багато інших відомих будівель.

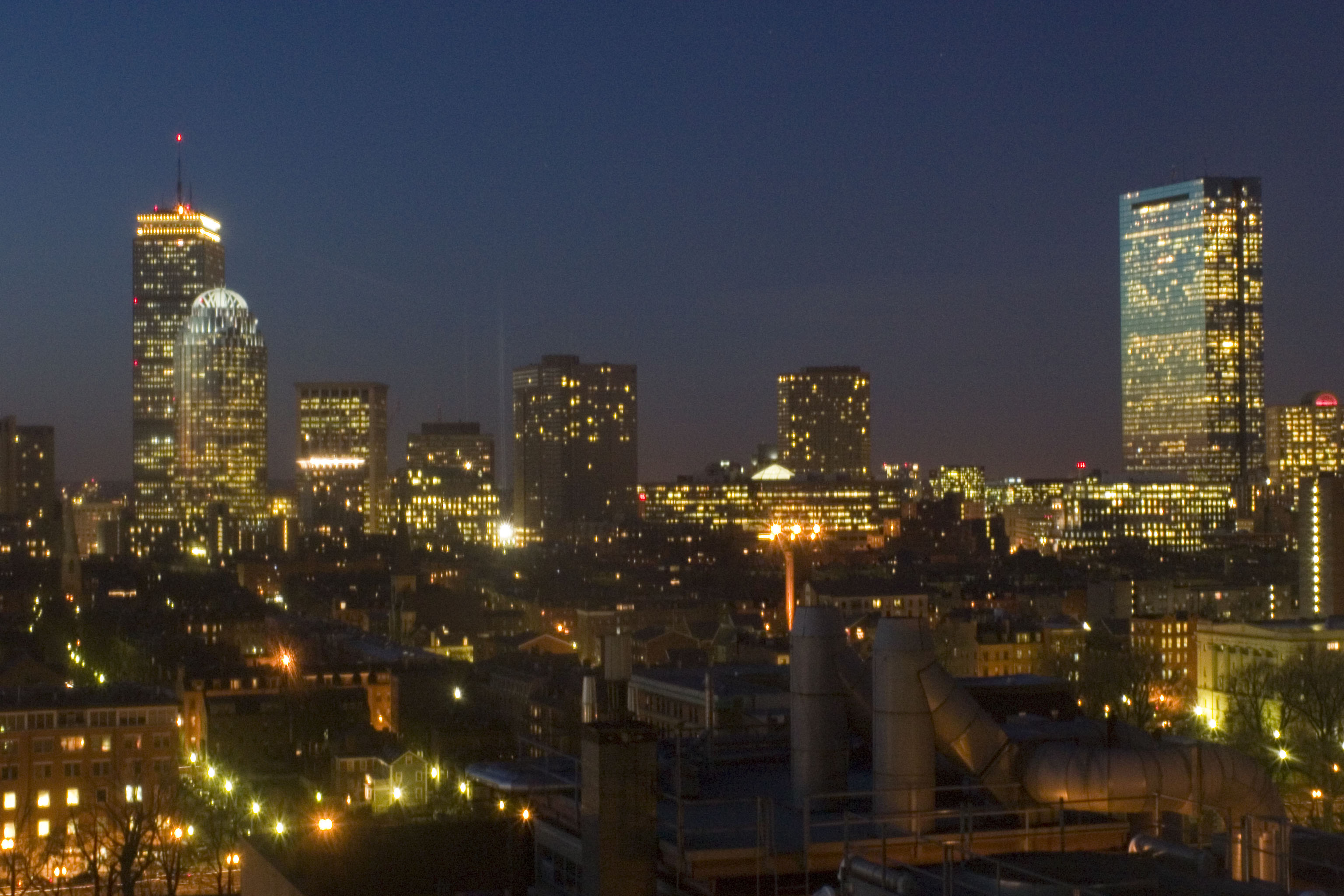
Бек-Бей у Бостоні вночі, вид з Саут-Енду

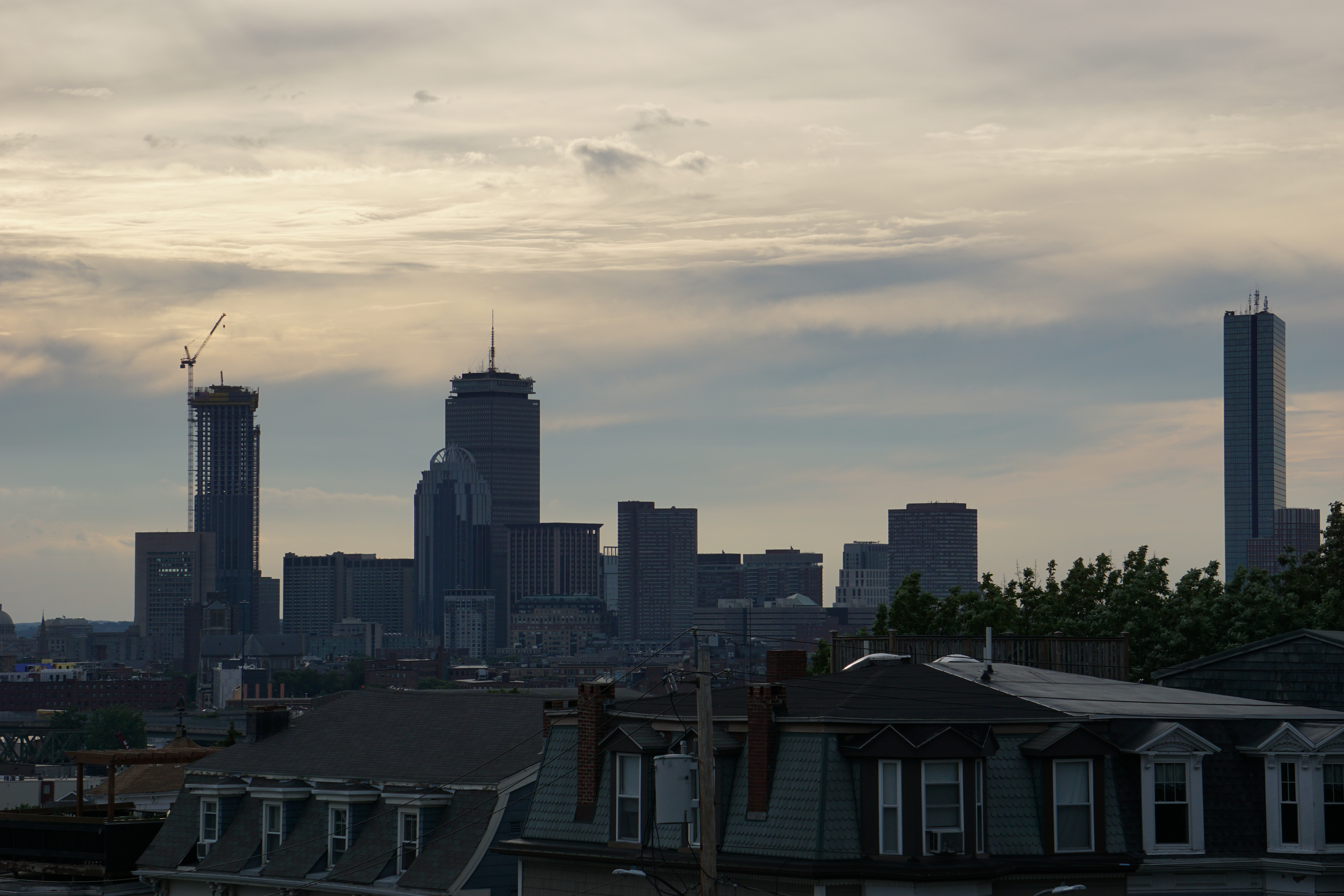
Горизонт Бек-Бей, вид з південного Бостона, включно з будинками вулиці Ван-Далтон-стріт (зліва)

- Церква Трійці (1872—1877, архітектор Г. Г. Річардсон), «заслужено вважається однією з найкращих будівель Америки».[13]
- Першою монументальною спорудою на площі Коплі-сквер був первісний Музей витончених мистецтв, будівництво якого було розпочато в 1870 році, та, який було відкрито в 1876 році. Після переїзду музею до району Фенвей у 1909 році його червону неоготичну будівлю було знесено, щоб звільнити місце для готелю Fairmont Copley Plaza (1912–тепер).
- Бостонська публічна бібліотека (1888—1892), спроектована архітектурною фірмою McKim, Mead & White, є провідним зразком архітектури Боз-ар у США. Розташована на протилежному боці Коплі-сквер від Церкви Трійці, вона мала бути «палацом для людей». Довідник для мандрівників Бедекера 1893 року називав її «величною і вражаючою, простою і академічною» і «гідним партнером… для Церкви Трійці». На той час 600 000 бібліотеки томів робили її найбільшою безкоштовною публічною бібліотекою у світі.
- Стара південна церква, яку також називають Новою старою південною церквою (645 Бойлстон-стріт на Коплі-сквер), 1872–75 рр., розташована через дорогу від Бостонської публічної бібліотеки. Його спроектувала бостонська архітектурна фірма Cummings and Sears у стилі венеціанської готики. Стиль відповідає принципам британського теоретика культури та архітектурного критика Джона Раскіна (1819—1900), викладених у його трактаті «Каміння Венеції» (англ. The Stones of Venice). Стара південна церква залишається вагомим прикладом впливу Раскіна на архітектуру в США. Чарльз Амос Каммінґс і Віллард Т. Сірс також спроектували Музей Ізабелли Стюарт Гарднер.
- У різний час у Бек-Бей існувало три різні «будівлі Генкока», кульмінацією яких був хмарочос, що розташовувався обабіч Церкви Трійці:
  - Будівля Стівена Л. Брауна (архітектурні фірми Parker, Thomas & Rice, 1922) була першою з трьох будівель Генкока:
  - Стара будівля Джона Генкока (архітектурна фірма Cram and Ferguson, 1947) була найвищою будівлею в Бек-Бей до будівництва хмарочоса Prudential Tower.
  - Вежа Джона Генкока (IM Pei, 1972), найвища будівля Нової Англії (60 поверхів), являє собою темно-синю вежу з відбиваючого скла із контуром у формі вузького паралелограма.

### Інші видатні будівлі Бек-Бей
- 52-поверхова вежа Prudential Tower, яку в 1964 році вважали дивом, тепер деякі критики вважають потворною.[14] В 2006 році будівля отримала нагороду від Інституту управління землею в категорії «найкраща нерухомість змішаного використання» в 2006 році[15]
- 111 Huntington Avenue (2002), 36-поверхова вежа на південь від Prudential Center, є восьмою за висотою будівлею Бостона. Будівля увінчана відкритим куполом і закритим «Зимовим садом» і містить повністю озеленений Південний сад площею 4900 квадратних метрів. Вона була номінована на премію Emporis Skyscraper Award в 2002 році і отримала третє «бронзове» місце.[16]
- Церква на Арлінґтон-стріт (архітектор Артур Ґілман, 1861), натхненна лондонською церквою Сент-Мартін-ін-зе-Філдс, була першою церквою, побудованою в Бек-Бей.
- Берклі-білдінґ (архітектор Констан-Дезіре Депрадель, 1905) має білий теракотовий архітектурний фасад в стилі Боз- на сталевому каркасі.
- Boston Park Plaza (архітектор Джордж Б. Пост, 1927), прототип великого американського готелю, це був перший готель у світі, який запропонував радіо в кожному номері.
- Церква Завіту (архітектор Річард М. Апджон, 1865—1867) — це пресвітеріанська церква, побудована з роксберівського конгломерату у стилі неоготики.
- Готель «Колоннада» (1971) з рядом колон окреслює «тильну сторону» комплексу Prudential Center.
- Перша церква Христа-Вченого (1894; розширена 1904), центральна частина Християнської наукової площі.
- Будинок Ґібсона (1860 р.), який зберігся майже так само, як і в 19 столітті, зараз є музеєм.
- Бібліотека Мері Бейкер Едді та музей і бібліотека Mapparium
- Будівля страхової компанії New England Mutual Life (тепер називається Newbry Building) займає місце першої будівлі Массачусетського технологічного інституту, Роджерс-білдінґ (1866—1939) архітектора Вільяма Г. Престона .
- Свято-Климентівський Євхаристичний Храм (архітектор Артур Ф. Ґрей, 1922), сьогодні римсько-католицька церква, спочатку була побудована для Другого універсалістського товариства.

## Культурно-освітні заклади

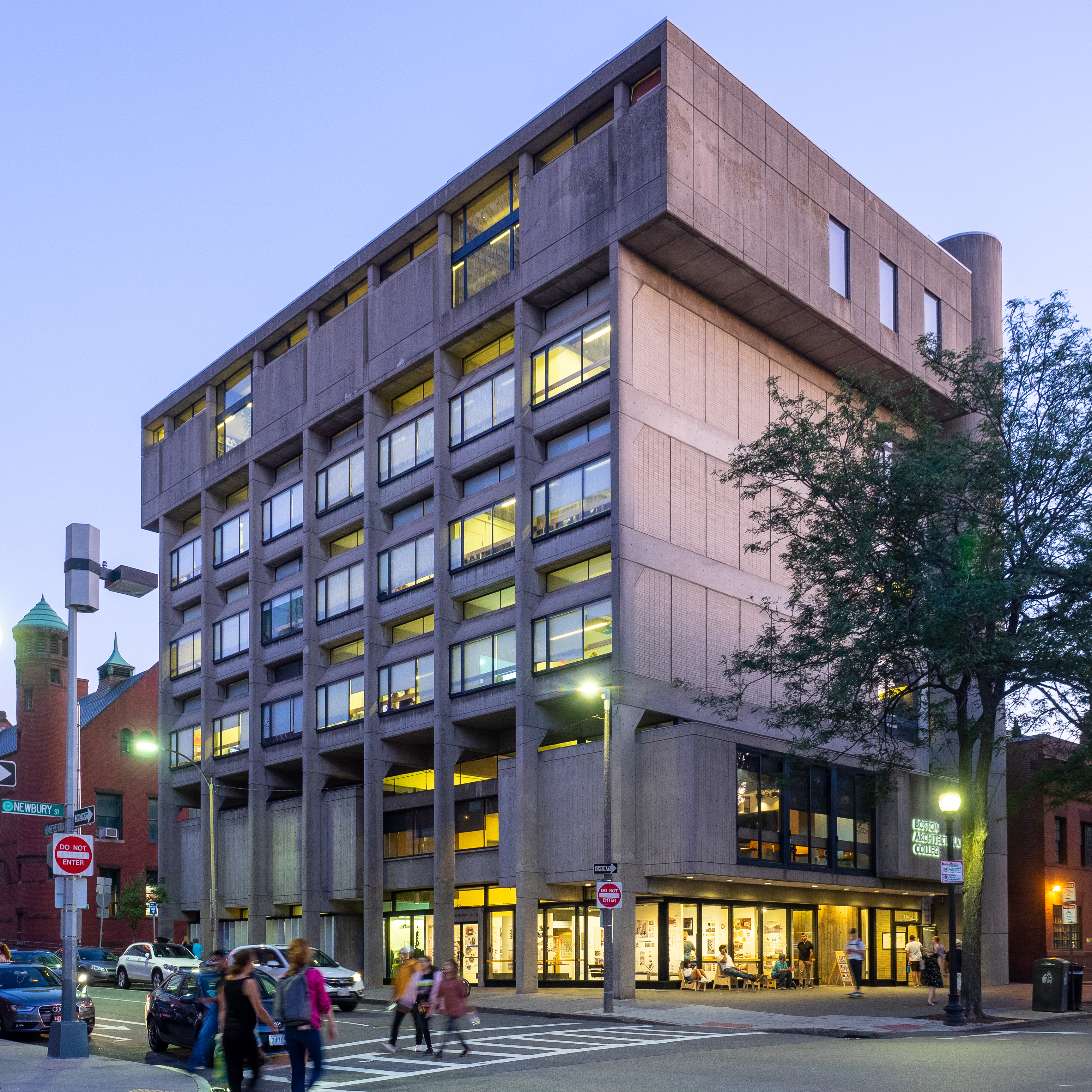
Головна будівля Бостонського архітектурного коледжу

До відомих культурно-освітніх закладів у Бек-Бей належать:
- Альянс Франсез, на Мальборо-стріт
- Музичний коледж Берклі, який займає кілька старих і новозбудованих будівель Бек-Бей
- Бостонський архітектурний коледж, найстаріший незалежний архітектурний навчальний заклад в США
- Бостонська консерваторія з будівлями на Геменвей-стріт і Фенвей
- Інститут Гете на Ньюбері-стріт
- Оптометричний коледж Нової Англії, найстаріший оптометричний навчальний заклад в США; розташований на Бікон-стріт.
- Консерваторія Нової Англії, на Гантінгтон-авеню
- Історичне генеалогічне товариство Нової Англії, чий архів і дослідницький центр знаходиться на Ньюбері-стріт, 99

## Паркова зона
- Бек-Бей-Фєнс — це великий мальовничий парк на південній околиці Бек-Бей, який є частиною Смарагдового намиста Бостона.
- Заповідник Чарльз-Рівер проходить між парковою дорогою Стороу-драйв і річкою Чарльз на північному кордоні Бек-Бей.
- Проспект Співдружності, який проходить через центр Бек-Бей, має великий центральний торговий центр.
- Площа Коплі-сквер, названа на честь художника Джона Сінглтона Коплі, є громадською площею на південному сході Бек-Бей.

## Транспорт
Бек-Бей обслуговується станціями Зеленої лінії Арлінґтон, Коплі, Конференц-центр Гайнс і Пруденшл, а також станцією Бек-Бей Помаранчової лінії.

## Демографія
В Бек-Бей проживає 21 884 особи, а також налічується 11 817 домогосподарств. Расовий склад населення: білі — 73,6 %, латиноамериканці — 8,3 %, афроамериканці — 6,2 %, азійці — 10 %, змішані — 1,4 %, інші — 0,5 %.